# Milonia
Milonia là một chi nhện trong họ Araneidae.